# Don Meineke
Don "Monk" Meineke, född 30 oktober 1930 i Dayton, Ohio, död 3 september 2013, var en amerikansk basketspelare. 
Meineke fick National Basketball Associations första Rookie of the Year Award efter säsongen 1952/1953 då han spelade för Fort Wayne Pistons. 
Meineke spelade för Rochester Royals säsongen 1955/1956, efter att inte ha spelat säsongen 1956/1957, återvände han till Cincinnati Royals som nu bytt namn från Fort Wayne Pistons säsongen 1957/1958.